# Seleção Britânica de Futebol
A Seleção Britânica de Futebol é a equipe de futebol que representa o Reino Unido em competições do Comitê Olímpico Internacional (como os Jogos Olímpicos e Universíada). Na Copa do Mundo e na Eurocopa, cada nação constituinte - Inglaterra, Escócia, País de Gales e Irlanda do Norte - sempre teve sua própria seleção, separada.
A Seleção Britânica de Futebol conquistou três medalhas de ouro nas Olimpíadas, nas edições de 1900, 1908 e 1912. Nessas duas últimas, foi basicamente formada pela seleção amadora da Inglaterra; na primeira, na realidade, quem competiu originalmente foi extinto clube Upton Park, que o COI posteriormente equiparou ao selecionado. Desde a conquista do último ouro, a equipe, sempre formada por amadores, não conseguia ficar sequer entre as três primeiras. Havia sido desativada em 1971, tendo parado de disputar os Jogos Olímpicos desde a edição de 1960. O time foi retomado especialmente para os Jogos Olímpicos de 2012, sediados em Londres, capital da Inglaterra.

## Antes de 2012
O futebol fez-se presente na primeira edição moderna das Olimpíadas, em 1896, mas sem presença britânica - as disputas foram travadas entre representantes da Dinamarca e das cidades otomanas de Atenas e Izmir, e não tiveram caráter oficial. Os inventores do futebol passaram a participar a partir dos Jogos de 1900. Ainda não propriamente sob uma seleção, sendo representados pelo clube Upton Park, que venceu o torneio realizado com participantes de França e Bélgica.
Na época, o futebol foi considerado apenas como esporte de demonstração, não havendo sequer entrega de medalhas a seus vencedores.Apenas posteriormente, já na década de 1990, é que o Comitê Olímpico Internacional (a FIFA, não) reconheceu a validade daquela disputa,inclusive equiparando o Upton Park ao selecionado da Grã-Bretanha. O futebol nos Jogos Olímpicos de Verão de 1904, por sua vez, voltou a não contar com representantes do Reino Unido.
Na primeira vez em que o futebol outorgou medalhas e também na primeira vez em que foi disputado por selecionados propriamente ditos, na edição de 1908 (realizados em Londres),enfim uma seleção britânica conquistou o ouro, não deixando de demonstrar que estava bem à frente dos concorrentes - venceu por 2 a 0 na final a Dinamarca, que havia realizado a maior goleada da história dos Jogos na semifinal (17 a 1 na França). As duas seleções reeditaram a final na edição seguinte, e outra vez os britânicos levaram a melhor, desta vez por 4 a 2, no torneio de futebol com mais representatividade até então - foram onze seleções em Estocolmo.
Desde a conquista do ouro em 1912, porém, a Grã-Bretanha não conseguiu mais ficar sequer entre as três primeiras colocadas no futebol olímpico. Na edição seguinte, a de 1920 (a Primeira Guerra Mundial impedira a realização da de 1916), os britânicos foram eliminados já no primeiro confronto, em um 1 a 3 contra a Noruega. Só voltariam a participar nas Olimpíadas de 1936, descontentes com a inclusão de seleções com jogadores profissionais em um torneio que deveria reunir apenas atletas amadores. Ficaram somente na sétima colocação nos Jogos de Berlim.
Na edição seguinte, a de 1948 (a Segunda Guerra Mundial impedira as de 1940 e 1944), com as Olimpíadas sediadas novamente em Londres, ainda havia um dogma pelo amadorismo, o que afastou algumas das principais seleções do mundo, que já haviam se profissionalizado. Foi a melhor campanha dos anfitriões desde o último ouro, ainda que não tornassem a subir no pódio: terminaram em quarto. Nos Jogos de 1952, por sua vez, os britânicos caíram já na fase preliminar, derrotados por Luxemburgo por 3 a 5.
As Olimpíadas de 1956 e 1960 haviam marcado as últimas presenças da Grã-Bretanha, sempre amadora. Na primeira, foi eliminada por um 1 a 6 pela Bulgária - que podia contar com seus melhores atletas, oficialmente militares do país comunista (não por acaso, o Leste Europeu conseguiria o ouro no futebol em todas as edições de 1952 a 1980, última a contar obrigatoriamente com amadores); na segunda, caiu outra vez na primeira partida, derrotada por 3 a 4 para o Brasil. A seleção britânica continuou ativa até 1971, mas não conseguiu mais sequer classificar-se para as disputas olímpicas.
Além das disputas olímpicas, o time do Reino Unido jogou também dois amistosos com combinados do resto da Europa, em ambos utilizando a denominação de time da Grã-Bretanha: o primeiro, em 1947, celebrava o retorno das quatro seleções britânicas à FIFA, da qual se haviam desligado em 1920. Tendo a partida sido disputada no Hampden Park, na Escócia, a seleção utilizou uniforme similar ao escocês (camisas e meias azul marinho e calça branca). O outro, em 1955, celebrava o aniversário de 75 da Associação Norte-Irlandesa de Futebol, sendo disputado em Belfast, no estádio Windsor Park. Com isso, o Reino Unido daquela vez vestiu as cores da Irlanda do Norte: camisas e meias verdes e calças brancas.

## A volta e as polêmicas

### Boicote das associações britânicas não inglesas

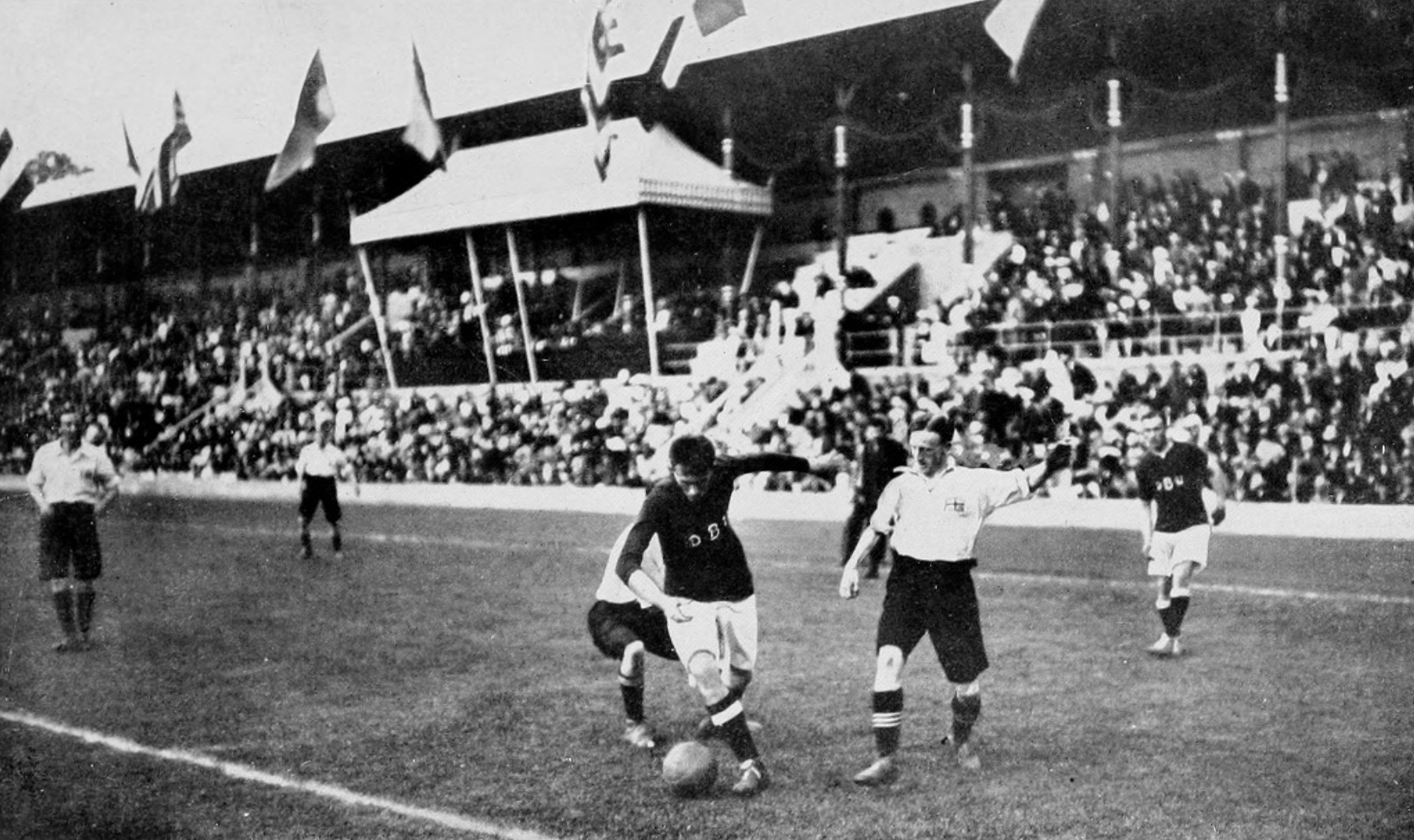
Foto da Final do torneio de futebol dos Jogos Olímpicos de 1912 entre Grã-Bretanha e Dinamarca. Os britânicos venceram por 4x2

Com a escolha de Londres para sediar as Olimpíadas de 2012, criou-se um debate para uma provisória volta da Seleção Britânica, uma vez que o país anfitrião deve estar presente em todos os esportes coletivos e, nas competições olímpicas, o Reino Unido é representado por uma única delegação. A proposta foi logo rechaçada pelas associações de futebol do País de Gales e, principalmente, da Escócia, sendo que a última declarou intenção de vetar que qualquer jogador escocês jogasse pela nova Seleção Britânica - embora um escocês fosse, até então, o mais cotado para dirigir o Reino Unido nos Jogos: Alex Ferguson, o vitorioso técnico do Manchester United desde 1986.
Em outubro de 2007, a associação da Irlanda do Norte, que até então apoiava a proposta, passou a se opor também, fazendo com que apenas a associação da Inglaterra (que compreende também às das Ilhas do Canal e de Man) defendesse o projeto. Embora o presidente da FIFA Joseph Blatter tenha declarado não haver problemas para que um time de futebol do Reino Unido dispute as Olimpíadas de Londres, estes opositores temiam perder a independência que suas associações e seleções de futebol possuem. Outro fator, mais predominante em relação à Escócia, foi a rivalidade nutrida contra a Inglaterra.
O impasse foi, a princípio, resolvido amigavelmente em 31 de maio de 2009. Em congresso anual da FIFA, permitiu-se o time do Reino Unido, apenas com ingleses, na competição. Entretanto, em 22 de junho de 2011, a polêmica voltou: a Associação Olímpica Britânica declarou que não faria distinção entre os futebolistas de Inglaterra, Escócia, País de Gales e Irlanda do Norte no momento de convocar a equipe olímpica.
Segundo a Associação, o acordo foi feito com a Federação Inglesa de Futebol após esta ter consultado as outras federações. Porém, essa informação foi negada pela Associação Escocesa de Futebol e pela Associação de Futebol do País de Gales, que voltaram a afirmar que não concordavam com a formação de uma equipe olímpica unificada, mesmo havendo britânicos não ingleses apoiando tal ideia: o jogador galês Gareth Bale chegou a dizer que as Olimpíadas seriam uma "ótima oportunidade para um jogador de um país que não costuma ir a grandes torneios". E inclusive ameaçou processar a Associação Galesa caso ela o proibisse de atuar nos Jogos.

### Convocação

Ryan Giggs foi um dos três veteranos e um dos cinco não ingleses do elenco olímpico do time masculino de 2012. O galês, que aos 38 anos esteve ali em seu primeiro torneio de seleções, foi também o capitão da Grã-Bretanha

Em 20 de outubro de 2011, foi escolhido o técnico para dirigir a Seleção Britânica: o inglês Stuart Pearce, que disse "estar honrado" em dirigir a seleção e que desejava que jogadores escoceses, norte-irlandeses e galeses joguem na equipe. Posteriormente, anunciou que não chamaria atletas ingleses que estivessem na Eurocopa 2012, por força do planejamento dos clubes europeus, embora reclamasse da medida; acreditava que ingleses sub-23 usados na Euro (Danny Welbeck, Andy Carroll, Theo Walcott, Martin Kelly, Jordan Henderson, Phil Jones e Alex Oxlade-Chamberlain) deveriam ser liberados, para que a Grã-Bretanha pudesse ser representada com força máxima.
O craque inglês David Beckham declarou publicamente que "amaria jogar pela Seleção Britânica". Todavia, acabou preterido pelo técnico Pearce, que preferiu ocupar as três vagas permitidas para veteranos com Micah Richards, Craig Bellamy e Ryan Giggs. Estes dois últimos juntaram-se a outros três galeses também convocados: Neil Taylor, Joe Allen e Aaron Ramsey. Giggs foi o único atleta acima de 23 anos que seu clube, o Manchester United, aceitara liberar para os Jogos, em retribuição aos serviços prestados pelo veterano meia, que jamais pôde disputar um torneio por seu País de Gales. Giggs foi escolhido o capitão do elenco, e sua participação ficou estendida até nas reuniões de planejamento do time, para o qual ficou sendo também uma espécie de auxiliar técnico de Pearce. Já Beckham não escondeu sua decepção por não ter sido convocado:
| “ | Eu deixei claro que fiquei desapontado e as pessoas em minha volta sabem como foi duro não estar lá. Mas sempre fui um fã dos Jogos Olímpicos e sempre disse que se não fosse convocado, estaria aqui como um torcedor, que assistiria aos atletas, e aqui estou. | ” |

Outro galês, a estrela Gareth Bale, era um nome tido como certo e dos mais importantes, chegando a vestir a camisa britânica para a divulgação do uniforme dos anfitriões. Contudo, o técnico Pearce decidiu exclui-lo em razão de uma lesão.Outra versão atesta que Bale é quem teria pedido para ser desligado, o que geraria outra polêmica, pois, às vésperas da estreia, não só voltou a jogar como marcou um gol em amistoso de seu clube, o Tottenham Hotspur.
Também por conta de uma lesão, o inglês Jack Wilshere foi outro não chamado. Ironicamente, outros atletas a estrelarem a divulgação da roupa - desenhada por Stella McCartney, estilista e filha do ex-beatle Paul McCartney -, como Jack Rodwell e Fraizer Campbell, também acabaram ficando de fora da lista final.
Também ficaram de fora da composição do GB Team masculino jogadores escoceses (Charlie Adam, do Liverpool, e Steven Fletcher, do Wolverhampton Wanderers, chegaram a ser cogitados pela imprensa) e norte-irlandeses. E Jack Butland foi o único convocado que estivera presente na Eurocopa 2012,tendo ido à Euro apenas de última hora, para repor a vaga do lesionado John Ruddy, o terceiro goleiro originalmente convocado pela Inglaterra.

### Grã-Bretanha x Brasil

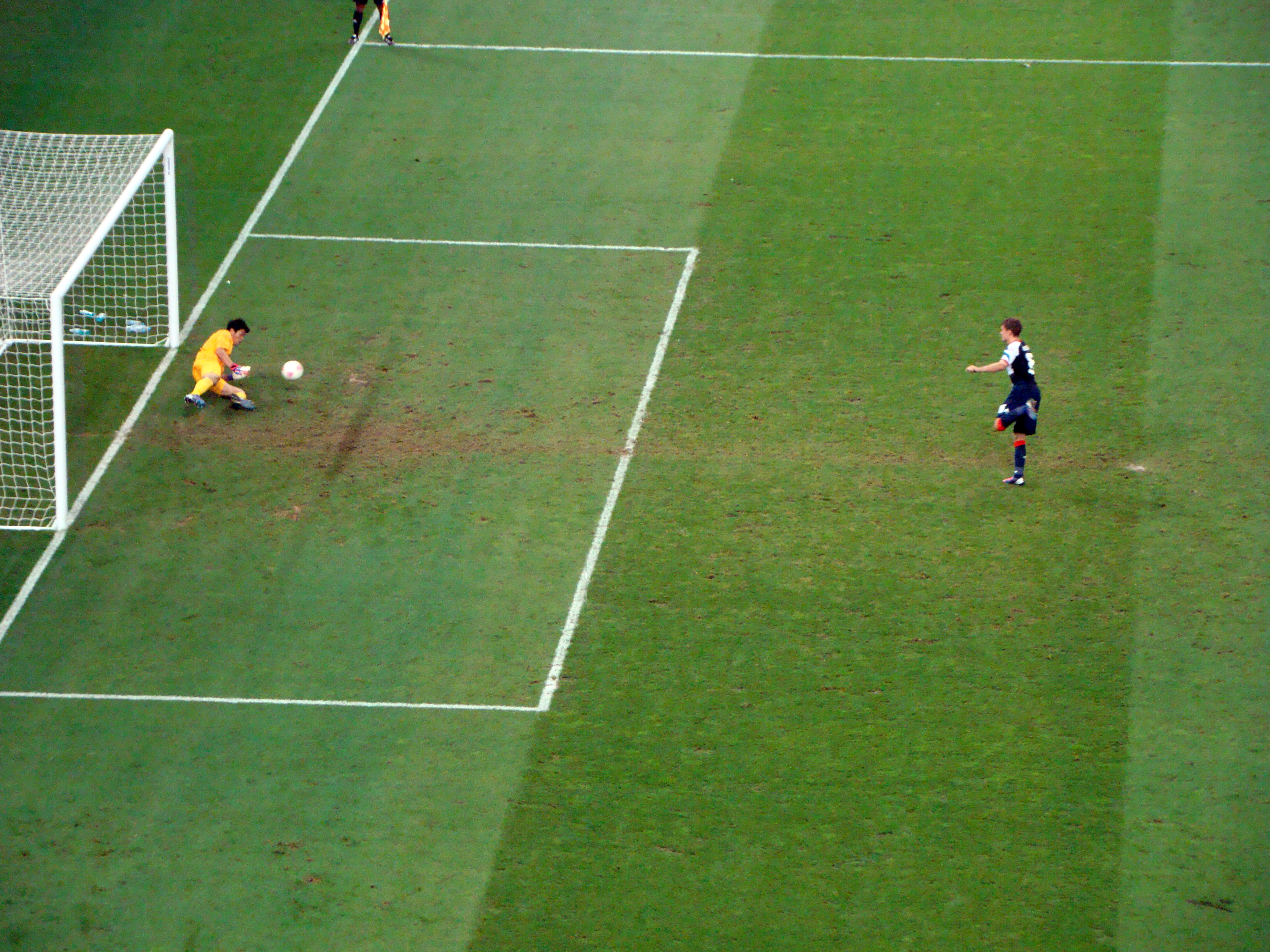
O jogador da Seleção Britânica, Aaron Ramsey, ao perder um pênalti na partida contra a Coreia do Sul nos Jogos Olímpicos de 2012

A única partida não olímpica da Grã-Bretanha em sua retomada foi um amistoso preparatório para o torneio olímpico de futebol, contra o Brasil, que venceu em Middlesbrough por 2 a 0 no dia 20 de julho de 2012.

### A recusa de alguns em cantar o hino
Na estreia das seleções britânicas masculina e feminina de futebol nos Jogos Olímpicos de 2012, atletas não ingleses recusaram-se a cantar God Save the Queen (Deus salve a Rainha, em inglês), o hino nacional britânico. Na equipe feminina, Kim Little e Ifeoma Dieke, ambas escocesas, foram as que não cantaram e, na equipe masculina, quem não cantou foram os galeses Ryan Giggs e Craig Bellamy. A atitude dos atletas foi muito criticada por torcedores do Reino Unido.

### Desempenho nos Jogos Olímpicos de 2012
A reestreia nos Jogos Olímpicos foi em 26 de julho de 2012. A partida foi contra o Senegal, que terminou em 1x1. Craig Bellamy marcou o gol dos britânicos. A equipe chegou às quartas-de-finais, mas foi eliminada pela Coreia do Sul na disputa por pênaltis após um empate de 1x1 no tempo normal.

### Elenco para os Jogos de 2012[44]
| Camisa | Nome             | Posição  | Idade | Clube atual          |  |
| ------ | ---------------- | -------- | ----- | -------------------- |  |
| 1      | Jack Butland     | Goleiro  | 19    | Birmingham City      |  |
| 2      | Micah Richards   | Zagueiro | 24    | Manchester City      |  |
| 3      | Neil Taylor      | Zagueiro | 23    | Swansea City         |  |
| 4      | Craig Dawson     | Zagueiro | 20    | West Bromwich Albion |  |
| 5      | Steven Caulker   | Zagueiro | 20    | Tottenham Hotspur    |  |
| 6      | Joe Allen        | Meia     | 22    | Swansea City         |  |
| 7      | Scott Sinclair   | Meia     | 23    | Swansea City         |  |
| 8      | Aaron Ramsey     | Meia     | 21    | Arsenal              |  |
| 9      | Daniel Sturridge | Atacante | 22    | Chelsea              |  |
| 10     | Craig Bellamy    | Atacante | 33    | Liverpool            |  |
| 11     | Ryan Giggs       | Meia     | 38    | Manchester United    |  |
| 12     | James Tomkins    | Zagueiro | 23    | West Ham United      |  |
| 13     | Jason Steele     | Goleiro  | 21    | Middlesbrough        |  |
| 14     | Jack Cork        | Meia     | 23    | Southampton          |  |
| 15     | Danny Rose       | Zagueiro | 22    | Tottenham Hotspur    |  |
| 16     | Marvin Sordell   | Atacante | 21    | Bolton Wanderers     |  |
| 17     | Tom Cleverley    | Meia     | 22    | Manchester United    |  |
| 18     | Ryan Bertrand    | Zagueiro | 22    | Chelsea              |  |
| T      | Stuart Pearce    |          |       |                      |  |

- Quatro outros jogadores foram convocados para uma lista de espera, para o caso de haver necessidade de substituição em virtude de eventual corte de alguém dentre os dezoito acima.[44]

| Nome          | Posição  | Idade | Clube atual       |
| ------------- | -------- | ----- | ----------------- |
| Alex McCarthy | Goleiro  | 23    | Reading           |
| Ryan Bennett  | Zagueiro | 22    | Norwich City      |
| Adam Johnson  | Meia     | 25    | Manchester City   |
| Jordan Rhodes | Atacante | 22    | Huddersfield Town |

### Universíada
Na Universíada, a Seleção Britânica obteve a medalha de bronze em 1991 e  a medalha de prata em 2011 e 2013.

### Equipe feminina
Em 2009 foi montada pela primeira vez a Seleção Britânica de Futebol Feminino que disputou a Universíada nesse mesmo ano e obteve a medalha de bronze. Irá disputar as Olimpíadas de 2012. A técnica escolhida para dirigir a equipe é a inglesa Hope Powell. Conquistou a medalha de ouro na Universíada de 2013.

## Títulos

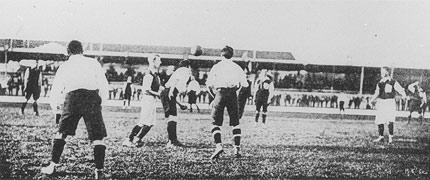
Foto da partida contra os franceses nos Jogos Olímpicos de 1900. Os britânicos foram representados pela equipe do Upton Park e venceram por 4x0

### Masculino

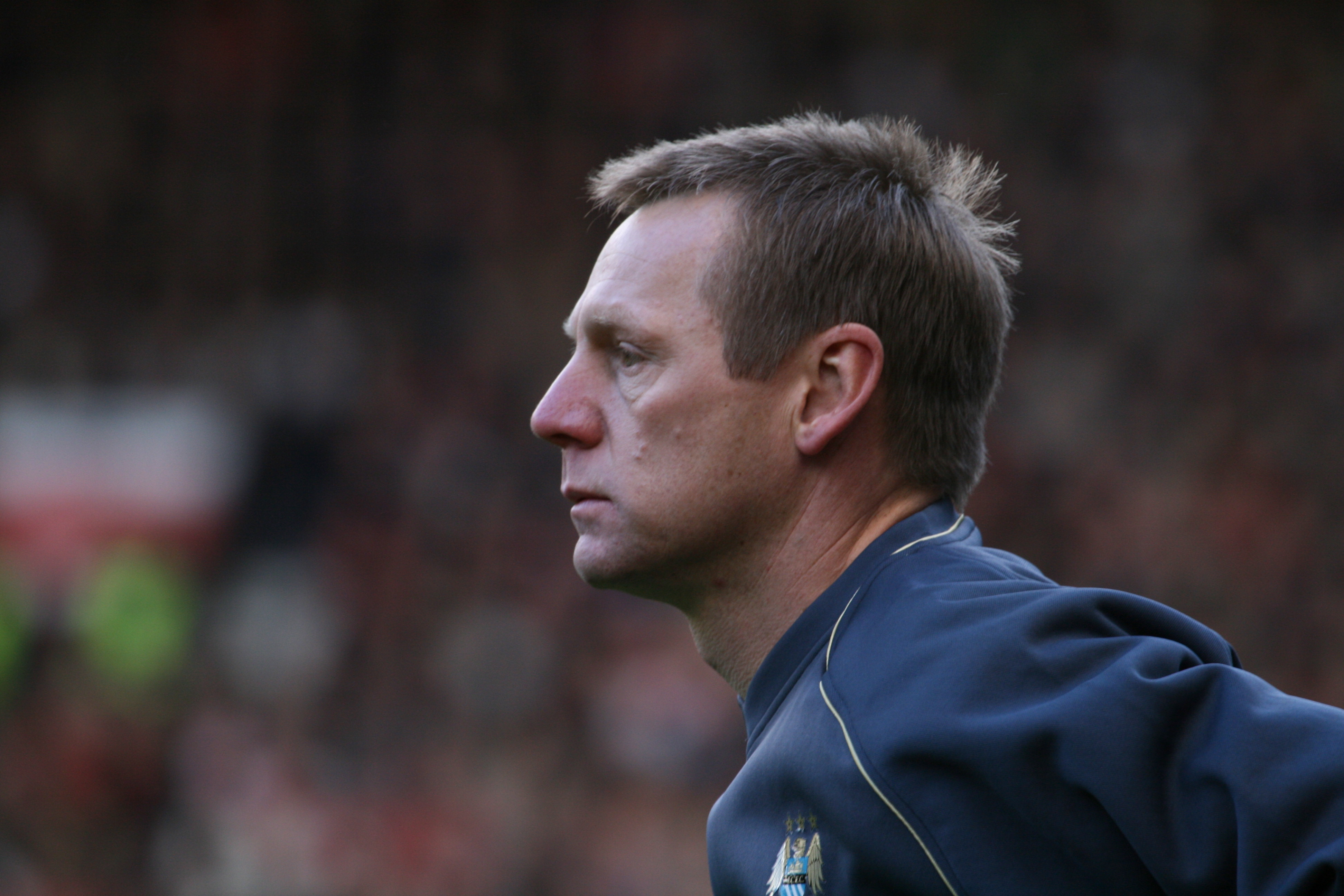
Stuart Pearce, o técnico da Seleção Britânica nos Jogos Olímpicos de 2012

- Jogos Olímpicos: medalha de ouro - 1900, 1908, 1912.

Observação: Os Jogos Olímpicos de 1908 até 1956 são considerados títulos oficiais: .

### Feminino
- Universíada: medalha de ouro - 2013

## Campanhas de destaque

### Masculino
- Universíada
  - medalha de prata - 2011, 2013
  - medalha de bronze - 1991

### Feminino
- Universíada
  - medalha de bronze - 2009

## Técnicos

### Masculino
- 1908:  Alfred Davis
- 1912:  Adrian Birch
- 1920:  George Latham
- 1936: Stanley Rous
- 1948:  Matt Busby
- 1952:  Walter Winterbottom
- 1956, 1960:  Norman Creek
- 1964, 1968, 1972:  Charles Hughes
- 2012:  Stuart Pearce

### Feminino
- 2012:  Hope Powell